# Wählerverband Mitau
Der Wählerverband Mitau (WV Mitau) war eine Partei der deutschen Minderheit in Lettland zwischen 1924 und 1934.
Der WV Mitau wurde im September 1924 gegründet. Es handelte sich um den ältesten von insgesamt zwölf örtlichen deutschen Wählerverbänden in Lettland. Er verstand sich als Einheitsorganisation der Deutschen in Mitau. 
Die Partei, die bürgerliche Positionen der Mitte vertrat, trat bei Wahlen zum Saeima als Teil des Ausschusses der Deutschbaltischen Parteien auf. Sie stellte mit Werner Westermann einen Abgeordneten.
Nach einem Staatsstreich am 15. Mai 1934 wurden die Parteien, darunter auch der Wählerverband Mitau, von Kārlis Ulmanis verboten und die Saeima aufgelöst.